# Robert Shaye
Robert Shaye (Detroit, 3 marzo 1939) è un produttore cinematografico, attore e regista statunitense. È fondatore della New Line Cinema.
Ha cominciato molto presto la propria carriera come regista: vinse il primo premio di un concorso indetto dalla Società Rosenthal, dove ricevette il premio per il migliore film come regista di età inferiore ai 25 anni. In realtà la sua carriera come regista indipendente era cominciata dieci anni prima, a 15 anni, quando scrisse, produsse e diresse un film per promuovere il supermercato del padre. Divenuto produttore, con la collaborazione di Michael Lynne, che riveste il ruolo di vice direttore esecutivo della New Line Cinema Corporation da 25 anni, ha prodotto innumerevoli film di successo.

## Filmografia

### Produttore
- Stunts, il pericolo è il mio mestiere (Stunts), regia di Mark L. Lester - produttore esecutivo (1973)
- Polyester, regia di John Waters - produttore esecutivo (1981)
- Nel buio da soli (Alone in the Dark), regia di Jack Sholder (1982)
- Xtro - Attacco alla Terra (Xtro), regia di Harry Bromley Davenport - produttore esecutivo (1982)
- The First Time, regia di Charlie Loventhal - produttore esecutivo (1983)
- Nightmare - Dal profondo della notte (A Nightmare on Elm Street), regia di Wes Craven (1984)
- Nightmare 2 - La rivincita (A Nightmare on Elm Street Part 2: Freddy's Revenge), regia di Jack Sholder (1985)
- Critters, gli extraroditori (Critters), regia di Stephen Herek - produttore esecutivo (1986)
- Dove l'erba si tinge di sangue (Quiet Cool), regia di Clay Borris (1986)
- L'alieno (The Hidden), regia di Jack Sholder (1987)
- Extralunati (Stranded), regia di Fleming B. Fuller - produttore esecutivo (1987)
- Nightmare 3 - I guerrieri del sogno (A Nightmare on Elm Street 3: Dream Warriors), regia di Chuck Russell (1987)
- Nightmare 4 - Il non risveglio (A Nightmare on Elm Street 4: The Dream Master), regia di Renny Harlin (1988)
- Grasso è bello (Hairspray), regia di John Waters (1988)
- Critters 2 (Critters 2:The Main Course), regia di Mick Garris - produttore esecutivo (1988)
- Il principe di Pennsylvania (The Prince of Pennsylvania), regia di Ron Nyswaner - produttore esecutivo (1988)
- Freddy's Nightmares - serie TV, 44 episodi - produttore esecutivo (1988-1990)
- Nightmare 5 - Il mito (A Nightmare on Elm Street: The Dream Child), regia di Stephen Hopkins (1989)
- Un fantasma per amico (Heart Condition), regia di James D. Parriott (1990)
- Nightmare 6 - La fine (Freddy's Dead: The Final Nightmare), regia di Rachel Talalay (1991)
- Nightmare - Nuovo incubo (New Nightmare), regia di Wes Craven - produttore esecutivo (1994)
- Occhi nelle tenebre (Blink), regia di Michael Apted - produttore esecutivo (1994)
- Frequency - Il futuro è in ascolto (Frequency), regia di Gregory Hoblit - produttore esecutivo (2000)
- Il Signore degli Anelli - La Compagnia dell'Anello (The Lord of the Rings: The Fellowship of the Ring), regia di Peter Jackson - produttore esecutivo (2001)
- Il Signore degli Anelli - Le due torri (The Lord of the Rings: The Two Towers), regia di Peter Jackson - produttore esecutivo (2002)
- Il Signore degli Anelli - Il ritorno del re (The Lord of the Rings: The Return of the King), regia di Peter Jackson - produttore esecutivo (2003)
- Freddy vs. Jason, regia di Ronny Yu - produttore esecutivo (2003)
- la bussola d'oro (The Golden Compass), regia di Chris Weitz - produttore esecutivo (2007)
- Hairspray - Grasso è bello (Hairspray), regia di Adam Shankman - produttore esecutivo (2007)
- Nightmare (A Nightmare on Elm Street), regia di Samuel Bayer - produttore esecutivo (2010)

### Attore
- Freddy's Nightmares, episodio  Istinto omicida (1988)
- Nightmare 4 - Il non risveglio (A Nightmare on Elm Street 4: The Dream Master), regia di Renny Harlin (1988)
- Nightmare 6 - La fine (Freddy's Dead: The Final Nightmare), regia di Rachel Talalay (1991)
- Nightmare - Nuovo incubo (New Nightmare), regia di Wes Craven (1994)
- Freddy vs. Jason, regia di Ronny Yu (2003)
- Cellular, regia di David R. Ellis (2004)

### Regista
- I ragazzi degli anni '50 (Book of Love, 1990)
- Mimzy - Il segreto dell'universo (The Last Mimzy, 2007)